# Tetragnatha gracilis
Tetragnatha gracilis là một loài nhện trong họ Tetragnathidae.
Loài này thuộc chi Tetragnatha. Tetragnatha gracilis được miêu tả năm 1923 bởi Bryant.